# Tunnel van Couillet
De Tunnel van Couillet is een tunnel gelegen ten zuiden van de Belgische stad Charleroi. De tunnel maakt deel uit van de R3 en ligt tussen afrit 8 en 9.
Tunnel van Couillet · Hiernauxtunnel · Tunnel van Hublinbu · La Paixtunnel · Tunnel van Marcinelle · Rouillertunnel